# Liste der Kulturgüter in Ennetbaden
Die Liste der Kulturgüter in Ennetbaden enthält alle Objekte in der Gemeinde Ennetbaden im Kanton Aargau, die gemäss der Haager Konvention zum Schutz von Kulturgut bei bewaffneten Konflikten, dem Bundesgesetz vom 20. Juni 2014 über den Schutz der Kulturgüter bei bewaffneten Konflikten sowie der Verordnung vom 29. Oktober 2014 über den Schutz der Kulturgüter bei bewaffneten Konflikten unter Schutz stehen.
Objekte der Kategorie A sind im Gemeindegebiet nicht ausgewiesen, Objekte der Kategorie B sind vollständig in der Liste enthalten, Objekte der Kategorie C fehlen zurzeit (Stand: 1. Januar 2023). Unter übrige Baudenkmäler sind weitere geschützte Objekte zu finden, die in der Bau- und Nutzungsordnung der Gemeinde verzeichnet und nicht bereits in der Liste der Kulturgüter enthalten sind.

## Kulturgüter
| Foto | | Objekt                                                                                | Kat. | Typ | Standort                              | Beschreibung |
| ---- | --- | ------------------------------------------------------------------------------------- | ---- | --- | ------------------------------------- | --- |
| ja   | Datei hochladen · Wikidata zu Oederlin-Trotte (Q29575963)                                                        | Oderlintrotte KGS-Nr.: 00105                                                          | B    | G   | Badstrasse 11.1 665753 / 259476       | Um 1688 errichtete Trotte, am Fusse der Rebberge der Goldwand gelegen. Schlichter, gemauerter und quer zum Hang gestellter Rechteckbau unter einem steilen Satteldach. Enthält intakte und noch funktionstüchtige Baumpresse aus dem 17./18. Jh.   |
| BW   | Datei hochladen · Wikidata zu Schlössli (Q29575972)                                                              | Schlössli KGS-Nr.: 00106                                                              | B    | G   | Sonnenbergstrasse 27 665895 / 258842  | Dreigeschossiges repräsentatives Wohnhaus, um 1800 erbaut unter Wiederverwendung eines runden Treppenturms aus der ersten Hälfte des 16. Jahrhunderts.                                                                                             |
| ja   | Datei hochladen · Wikidata zu Spital-Trotte (Q29575974)                                                          | Spital-Trotte KGS-Nr.: 15361                                                          | B    | G   | Hertensteinstrasse 42 666171 / 259290 | Ehemalige Trotte des Spitals Baden. Gemauerter Rechteckbau mit symmetrisch gesetzten Fenstern und barockem Walmdach. Das originale Rundbogenportal enthält einen Wappenschlussstein mit der Jahreszahl 1810.                                       |
| ja   | Datei hochladen · Wikidata zu Schwanen (Q29575969)                                                               | Schwanen KGS-Nr.: 15362                                                               | B    | G   | Badstrasse 16 666057 / 259196         | Am Ufer der Limmat gelegenes Hotelgebäude im historischen Bäderquartier. Etappenweise entstanden zwischen 1842 und 1910 durch Vereinigung und Anfügen von Gebäudetrakten. Mächtig wirkende Schaufassade mit Biedermeier- und Jugendstil-Elementen. |
| ja   | Datei hochladen · Wikidata zu Historisches Museum / Landvogteischloss (Sammlung und Archiv) (Q105393597)         | Stadtarchiv Baden KGS-Nr.: 15363                                                      | B    | S   | Wettingerstrasse 2 665752 / 258420    | Bestände des Stadtarchivs Baden, gelagert in unterirdischen Räumlichkeiten beidseits der Gemeindegrenze. |
| ja   | Datei hochladen · Wikidata zu Römisch-katholische Pfarrkirche St. Michael mit Altar und Michaelfigur (Q29575967) | Römisch-katholische Pfarrkirche St. Michael mit Altar und Michaelfigur KGS-Nr.: 15364 | B    | G   | Grendelstrasse 25.1 666251 / 259031   | In den Jahren 1963 bis 1966 nach Plänen von Hermann Baur errichtetes Kirchengebäude. Konsequent im Stil des Brutalismus ausgeführt, gilt als einer der herausragendsten modernen Sakralbauten im Kanton Aargau.                                    |
| ja   | Datei hochladen                                                                                                  | Historisches Museum KGS-Nr.: 16169                                                    | B    | S   | Wettingerstrasse 2 665752 / 258420    | Bestände des Historischen Museums Baden, gelagert in unterirdischen Räumlichkeiten beidseits der Gemeindegrenze. |

## Übrige Baudenkmäler
| ID | Foto |                                                         | Objekt                                             | Typ | Standort                                  | Beschreibung |
| -- | ---- | ------------------------------------------------------- | -------------------------------------------------- | --- | ----------------------------------------- | ------------ |
|    | BW   | Datei hochladen                                         | Altar / Michaelfigur aus der abgebrochenen Kapelle | K   | Pfarrkirche und Pfarrhaus 666251 / 259031 |              |
|    | ja   | Datei hochladen                                         | Ehemalige Fabrikanlage Streule                     | G   | Limmatau 7/9 665726 / 258587              |              |
|    | BW   | Datei hochladen                                         | Ehemaliges Tennishaus                              | G   | Hertensteinstrasse 17a 666141 / 259302    |              |
|    | BW   | Datei hochladen                                         | Gemeinde- und Schulhaus                            | G   | Grendelstrasse 9 666037 / 259010          |              |
|    | ja   | Datei hochladen · Wikidata zu Schiefe Brücke (Q1671274) | Limmatbrücke Baden–Ennetbaden                      | G   | 665956 / 259105                           |              |
|    | BW   | Datei hochladen                                         | Pflegeheim Rosenau                                 | G   | Badstrasse 5 665999 / 259139              |              |
|    | BW   | Datei hochladen                                         | Restaurant Hotel Post                              | G   | Badstrasse 8 666022 / 259127              |              |
|    | ja   | Datei hochladen                                         | Werkareal Oederlin                                 | G   | Badstrasse 11 665716 / 259441             |              |

Legende: Siehe Legende der Liste der Kulturgüter von nationaler und regionaler Bedeutung. Anstelle der KGS-Nummer wird als Objekt-Identifikator (ID) die Inventar- oder Gebäudenummer in der Bau- und Nutzungsordnung der Gemeinde verwendet.